# 南宁小遁蛛
南宁小遁蛛（学名：Micrommata nanningensis）为巨蟹蛛科小遁蛛属的动物。在中国大陆，分布于广西等地。该物种的模式产地在广西南宁。